# Papa est parti, maman aussi
Pour plus de détails, voir Fiche technique et Distribution.
Papa est parti, maman aussi est un film français réalisé par Christine Lipinska, sorti en 1989.

## Synopsis
Un dimanche matin, Laurette, 16 ans, constate que ses parents ont quitté le domicile familial après une violente dispute survenue la veille au soir lors d'un dîner. Chacun est parti de son côté. L'adolescente se retrouve donc seule avec ses deux jeunes frères, Jérôme et Manu, et sa petite sœur, Pamela. À la suite d'échanges téléphoniques avec ses parents, Laurette va leur laisser croire mutuellement que l'un des deux est toujours présent à la maison. Ainsi, la jeune fille va profiter de cette situation pour faire l'apprentissage de la liberté et tomber pour la première fois amoureuse.

## Fiche technique
- Titre : Papa est parti, maman aussi
- Réalisation : Christine Lipinska
- Scénario : Christine Lipinska et Remo Forlani, d'après son roman
- Dialogues : Rémo Forlani
- Photographie : Alain Derobe
- Son : Henri Roux
- Décors : Jean-Pierre Clech
- Musique : Jean-Marie Sénia
- Montage : Marie-Claude Lacambre
- Production : Les Films de l'Écluse - S.F.P.C.
- Pays d'origine :  France
- Genre : comédie
- Durée : 104 minutes
- Date de sortie : France - 8 février 1989

## Distribution
- Sophie Aubry : Laurette
- Jérôme Kircher : Lucien
- Benoît Magimel : Jérôme
- Anaïs Subra : Pamela
- Nicolas Neuhuys : Manu
- Michael Belissa : Ben
- Jean Bollery : le docteur
- Stéphane Bouy : le père
- Marianne Épin : Jackie
- Ghyslaine Lipinsky : l'assistante
- Maïté Maillé : la postière
- Frédéric Thanh N'Guyen : Li
- Marie Rivière : la mère
- Jacqueline Salaün : professeur de musique
- Mehdy Sebty : Yaloud
- Roland Tolmatchof : l'opticien
- Brigitte Winstel : Mme Leurrier